# Gare de Merxheim
Gare de Merxheim vasútállomás Franciaországban, Merxheim településen.

## Vasútvonalak
Az állomást az alábbi vasútvonalak érintik:
- Strasbourg–Bázel-vasútvonal

## Kapcsolódó állomások
A vasútállomáshoz az alábbi állomások vannak a legközelebb:
- Gare de Rouffach
- Gare de Raedersheim